# Afstand (wiskunde)
In de wiskunde is een begrip afstand of metriek gedefinieerd als generalisatie van het gewone afstandsbegrip. Deze generalisatie is zo gekozen dat een aantal kenmerkende eigenschappen van het gewone afstandsbegrip behouden blijven.
Er wordt in een metrische ruimte per definitie een afstand gegeven, zodat tussen elke twee punten in die ruimte de afstand is gegeven. De afstand van een punt tot een niet-lege verzameling is het infimum, de grootste ondergrens van de afstanden van het punt tot de punten van de verzameling.
In de differentiaalmeetkunde en relativiteitstheorie wordt het woord metriek gebruikt om te refereren aan een metrische tensor. De ruimte is daarbij in veel gevallen geen metrische ruimte, doordat een deel van de definiërende eigenschappen daar niet gelden.

## Definitie
Een metriek of afstand op een verzameling {\displaystyle V} is een afbeelding {\displaystyle d:V\times V\to \mathbb {R} } die aan de volgende axioma's voldoet. 
Voor willekeurige {\displaystyle x,y,z\in V} geldt: 
{\displaystyle d(x,y)\geq 0}, niet-negativiteit.
{\displaystyle d(x,y)=0\Leftrightarrow x=y}, de scheidingseigenschap
{\displaystyle d(x,y)=d(y,x)}, symmetrie.
{\displaystyle d(x,z)\leq d(x,y)+d(y,z)}, de driehoeksongelijkheid
Voor twee elementen {\displaystyle x,y\in V} is {\displaystyle d(x,y)} de afstand van {\displaystyle x} tot {\displaystyle y}. Het axioma van symmetrie zegt dat de afstand van {\displaystyle x} tot {\displaystyle y} gelijk is aan de afstand van {\displaystyle y} tot {\displaystyle x}, zodat men eenvoudig van de afstand tussen {\displaystyle x} en {\displaystyle y} kan spreken. De axioma's garanderen verder dat twee verschillende elementen geen afstand 0 kunnen hebben. De driehoeksongelijkheid laat zien dat de weg over een derde punt niet korter kan zijn dan de directe weg. 
Het axioma {\displaystyle d(x,y)\geq 0}, van niet-negativiteit, is strikt genomen niet nodig aangezien het van de drie andere kan worden afgeleid. Stel dat er een strikt negatieve afstand tussen twee elementen {\displaystyle x} en {\displaystyle y} bestaat: {\displaystyle d(x,y)<0}. Door symmetrie is ook {\displaystyle d(y,x)<0} en is {\displaystyle d(x,x)=0} door de scheidingseigenschap. We kunnen dan een driehoeksongelijkheid bouwen die absurd is: {\displaystyle d(x,x)\leq d(x,y)+d(y,x)}, dus {\displaystyle 0<0}. Een negatieve afstand is daarom niet mogelijk.
Als de scheidingseigenschap wordt afgezwakt, zodat alleen
{\displaystyle x=y\Rightarrow d(x,y)=0}
heet {\displaystyle d} een pseudometriek. Er kunnen in dat geval elementen dus zijn die van elkaar verschillen, maar toch een afstand, een pseudoafstand 0 tot elkaar hebben. 

## Voorbeelden
{\displaystyle x} en {\displaystyle y} zijn twee punten waartussen de afstand moet worden gegeven.

### Gewone of euclidische metriek
De gewone of euclidische metriek/afstand/afstandsfunctie op {\displaystyle \mathbb {R} ^{n}} is:
{\displaystyle d_{E}(x,y)=\|x-y\|},
waarbij voor {\displaystyle x=(x_{1},x_{2},\ldots ,x_{n})\in \mathbb {R} ^{n}}:
{\displaystyle \|x\|={\sqrt {x_{1}^{2}+x_{2}^{2}+\ldots +x_{n}^{2}}}}
De stelling van Pythagoras wordt hierbij dus gebruikt. Het inwendige product is de norm voor deze metriek.
Een speciaal geval van het bovenstaande vormen de complexe getallen {\displaystyle \mathbb {C} } met:
{\displaystyle d_{m}(x,y)=|x-y|}, de modulus van {\displaystyle x-y}.
De euclidische afstand {\displaystyle d_{E}(x,y)} in de {\displaystyle \mathbb {R} ^{3}} tussen de twee punten is
{\displaystyle d_{E}(x,y)={\sqrt {(x_{1}-y_{1})^{2}+(x_{2}-y_{2})^{2}+(x_{3}-y_{3})^{2}}}}

### Coderingstheorie
In de coderingstheorie is de hammingafstand tussen twee codewoorden in een foutdetecterende of -corrigerende code het aantal bits waarin die twee codewoorden van waarde verschillen. 

### Manhattan-metriek
Een ander voorbeeld van een metriek op {\displaystyle \mathbb {R} ^{n}} is de Manhattan-metriek of Manhattan-blokmetriek:
{\displaystyle d_{M}(x,y)=|x_{1}-y_{1}|+|x_{2}-y_{2}|+\ldots +|x_{n}-y_{n}|\ }.
Deze metriek dankt zijn naam aan het feit dat, in het tweedimensionale geval, als men in een stadswijk met een patroon van elkaar loodrecht kruisende straten, volgens de kortste weg van kruispunt A naar kruispunt B wandelt, de afgelegde afstand gelijk is aan die volgens de formule.

### Discrete metriek
Voor een willekeurige verzameling {\displaystyle V} is de afbeelding {\displaystyle d:V\times V\to \{0,1\}} die elk identiek puntenpaar {\displaystyle (x,x)} op 0 afbeeldt, en ieder ander puntenpaar op 1, een metriek die de discrete metriek wordt genoemd. Deze metriek geeft alleen aan of twee elementen verschillend zijn of niet.

## Afstanden in de euclidische meetkunde
Afstanden tussen lijnen en vlakken in de euclidische meetkunde zijn goed te berekenen wanneer de normaalvergelijking van Hesse daarvan bekend is. Die vergelijking bepaald in twee dimensies een lijn en in drie dimensies een vlak.

### Tussen twee punten
De kortste verbindingsweg of euclidische afstand tussen twee punten is een lijnstuk en kan de afstand met de stelling van Pythagoras worden berekend. In het platte vlak betekent dat voor de afstand {\displaystyle d} tussen de punten {\displaystyle p_{1}=(x_{1},y_{1})} en {\displaystyle p_{2}=(x_{2},y_{2})}
{\displaystyle d={\sqrt {(x_{1}-x_{2})^{2}+(y_{1}-y_{2})^{2}}}}
In drie dimensies geldt hetzelfde
{\displaystyle d={\sqrt {(x_{1}-x_{2})^{2}+(y_{1}-y_{2})^{2}+(z_{1}-z_{2})^{2}}}}
Zijn de punten {\displaystyle p_{1}=(x_{1},y_{1},z_{1})} en {\displaystyle p_{2}=(x_{2},y_{2},z_{2})} in het platte vlak in genormaliseerde barycentrische coördinaten gegeven, dan is gebruikmakend van conway-driehoeknotatie de afstand gegeven door
{\displaystyle d={\sqrt {S_{A}\cdot (x_{1}-x_{2})^{2}+S_{B}\cdot (y_{1}-y_{2})^{2}+S_{C}\cdot (z_{1}-z_{2})^{2}}}}

### Tussen een punt en een lijn
De afstand tussen een punt {\displaystyle P=(x_{p},y_{p})} en een lijn {\displaystyle l} door de punten {\displaystyle (x_{0},y_{0})} en {\displaystyle (x_{1},y_{1})}, is:
{\displaystyle d(P,l)={\sqrt {(x_{p}-x_{0}-\lambda _{q}(x_{1}-x_{0}))^{2}+(y_{p}-y_{0}-\lambda _{q}(y_{1}-y_{0}))^{2}}}}
met
{\displaystyle \lambda _{q}={\frac {(x_{1}-x_{0})(x_{p}-x_{0})+(y_{1}-y_{0})(y_{p}-y_{0})}{(x_{1}-x_{0})^{2}+(y_{1}-y_{0})^{2}}}}
Ligt het getal {\displaystyle \lambda _{q}} tussen 0 en 1 dan bevindt het snijpunt van l en de lijn door {\displaystyle P} loodrecht op {\displaystyle l} zich tussen de punten {\displaystyle (x_{0},y_{0})} en {\displaystyle (x_{1},y_{1})}.
De afstand van een punt {\displaystyle P=(x_{p},y_{p})} tot de lijn {\displaystyle l} met vergelijking {\displaystyle ux+vy+w=0} is:
{\displaystyle d(P,l)={\frac {|ux_{p}+vy_{p}+w|}{\sqrt {u^{2}+v^{2}}}}}
Het getal in de noemer is de lengte van de normaalvector {\displaystyle (u,v)} van {\displaystyle l}.

### Tussen een punt en een vlak
De afstand van een punt {\displaystyle P=(x_{p},y_{p},z_{p})} tot het vlak {\displaystyle \alpha } met vergelijking {\displaystyle ux+vy+wz+t=0} is:
{\displaystyle d(P,\alpha )={\frac {|ux_{p}+vy_{p}+wz_{p}+t|}{\sqrt {u^{2}+v^{2}+w^{2}}}}}
Het getal in de noemer is de lengte van de normaalvector {\displaystyle (u,v,w)} van {\displaystyle \alpha }.

### Afstand tussen twee lijnen in drie dimensies

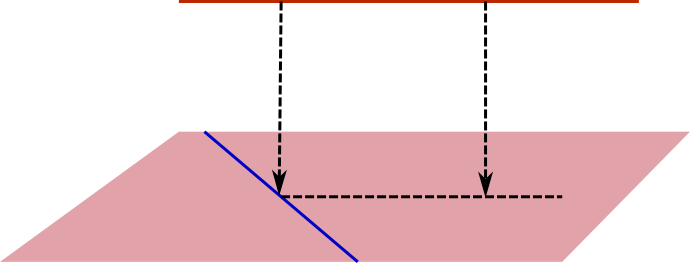
afstand tussen twee lijnen

De afstand tussen de twee lijnen is de afstand van een willekeurig punt van de eerste lijn tot het vlak door de tweede lijn evenwijdig aan de eerste.

## Afstand in gekromde ruimten
In de differentiaalmeetkunde wordt de afstand tussen twee punten gemeten aan de hand van de lengte van krommen, meer bepaald: het infimum van de lengten van alle krommen die twee punten verbinden. Hiervoor wordt aangenomen dat tussen elk paar punten minstens een kromme bestaat, dus we bevinden ons in een (weg)samenhangende Riemannse variëteit.
Als een bepaalde kromme de kortste verbinding tussen twee punten legt, dan is die kromme noodzakelijk een geodeet.

### Afstand tussen twee punten op een bol
De afstand tussen twee punten {\displaystyle P} en {\displaystyle Q} op het oppervlak van een bol, gemeten langs een grote cirkel, dus over het oppervlak van de bol, niet erdoorheen, is:
{\displaystyle d(P,Q)=2R\cdot \arcsin {\tfrac {1}{2}}{\sqrt {(\cos \beta _{Q}\cos \alpha _{Q}-\cos \beta _{P}\cos \alpha _{P})^{2}+(\cos \beta _{Q}\sin \alpha _{Q}-\cos \beta _{P}\sin \alpha _{P})^{2}+(\sin \beta _{Q}-\sin \beta _{P})^{2}}}}
hierin is {\displaystyle R} de straal van de bol, {\displaystyle \alpha } de hoek in het equatoriale vlak en {\displaystyle \beta } de hoek loodrecht daarop, gerekend vanaf de equator.

## Gerichte afstand
Soms wordt gesproken van de gerichte afstand van een punt tot een lijn in twee dimensies of tot een vlak in drie dimensies. Deze is aan de ene zijde de gewone afstand, en aan de andere zijde het tegengestelde. Per geval moet dus gedefinieerd worden aan welke zijde de gerichte afstand de gewone afstand is.

## Metriek op een vectorruimte
Uitgaande van een norm {\displaystyle \|\cdot \|} op een genormeerde vectorruimte {\displaystyle V} kan de volgende metriek worden gedefinieerd: 
{\displaystyle d(x,y)=\|x-y\|}
Deze metriek wordt de door de norm geïnduceerde metriek genoemd. Zie bijvoorbeeld (hierboven) de geïnduceerde metriek op {\displaystyle \mathbb {R} ^{n}}. 
Omgekeerd induceren metrieken die zowel homogeen als translatie-invariant zijn, een norm op een vectorruimte. Een metriek {\displaystyle d} op een vectorruimte {\displaystyle V} heet homogeen, als
{\displaystyle d(\alpha x,\alpha y)=|\alpha |\,d(x,y)},
en translatie-invariant als
{\displaystyle d(x,y)=d(x+a,y+a)}.
Een dergelijke metriek induceert een norm op {\displaystyle V} door de definitie
{\displaystyle \|x\|=d(x,0)}

## Translatie-invariante metriek
Meer algemeen dan hierboven behandeld is een metriek op een abelse groep translatie-invariant als die slechts afhangt van het verschil van de beide elementen. Een dergelijke metriek is geheel bepaald door de afstanden tot 0. Dit kan ook zo worden uitgedrukt dat iedere translatie een isometrie is.

### Absolute waarde
Op een integriteitsdomein, al of niet met 1, met absolute waarde kan een translatie-invariante metriek gedefinieerd worden door de absolute waarde als afstand tot 0 te beschouwen.

#### p-adische norm
Een speciaal geval van een absolute waarde is, voor elk priemgetal {\displaystyle p}, de p-adische norm (geen echte norm). De bijbehorende translatie-invariante metriek is die van de p-adische getallen.

## Ultrametriek
Een ultrametriek is een metriek met een sterkere driehoeksongelijkheid, namelijk  
{\displaystyle d(x,z)\leq \max\{d(x,y),d(y,z)\}}, de ultrametrische ongelijkheid
Bij (onder meer) een ultrametriek heeft lengte geen duidelijke betekenis, zelfs niet in een eenvoudig eendimensionaal geval, zoals de lengte van een lijnstuk. De afstand van het begin tot het eind is niet te interpreteren als de lengte van een kortste route die de som is van de lengtes van delen van de route.
Ook is het zo dat als een punt ligt op een lijnstuk waarvan de uiteinden een kleine afstand tot elkaar hebben, dit niet impliceert dat dat punt een kleine afstand heeft tot de uiteinden.
Voor elk priemgetal {\displaystyle p} is de bovengenoemde translatie-invariante metriek van de {\displaystyle p}-adische getallen een voorbeeld van een ultrametriek. Een ander voorbeeld is de bovengenoemde discrete metriek.

## Equivalentie van metrieken
Twee metrieken {\displaystyle d_{1}} en {\displaystyle d_{2}} op een verzameling {\displaystyle V} zijn equivalent als er getallen {\displaystyle M_{1},M_{2}\in \mathbb {R} } bestaan zodat voor alle {\displaystyle x,y\in V} geldt:
{\displaystyle d_{1}(x,y)\leq M_{1}d_{2}(x,y)} en {\displaystyle d_{2}(x,y)\leq M_{2}d_{1}(x,y)}

### Voorbeelden
In {\displaystyle \mathbb {R} ^{p}} zijn de volgende metrieken equivalent:
- De euclidische metriek
- De metriek gegeven door {\displaystyle d(x,y)=\max _{i}\{|x_{i}-y_{i}|{\text{ met }}i\in \{1,2,...,p\}\}}
- De metriek gegeven door {\displaystyle d(x,y)=\sum _{i=1}^{p}\ |x_{i}-y_{i}|}

## Begrensde metriek
Een begrensde metriek is een metriek waarvoor er een {\displaystyle M>0} bestaat zodat 
{\displaystyle \forall x,y\in V:d(x,y)\leq M}

### Voorbeeld
De metriek {\displaystyle d:\mathbb {R} \times \mathbb {R} \rightarrow \mathbb {R} } gegeven door:
{\displaystyle d(x,y)={\frac {|x-y|}{1+|x-y|}}} is begrensd.
Het is duidelijk dat 
{\displaystyle d(x,y)\leq 1}